# Blackfield & Langley F.C.
Câu lạc bộ bóng đá Blackfield & Langley là một câu lạc bộ bóng đá có trụ sở ở làng Blackfield, gần Southampton, Anh. Trực thuộc Hampshire Football Association, đội hiện là thành viên của Wessex League Premier Division và thi đấu trên sân Gang Warily Recreation Ground. Kình địch địa phương của đội là Fawley và Hythe & Dibden.

## Lịch sử
Câu lạc bộ được thành lập vào năm 1935. Trong Chiến tranh thế giới thứ hai, đội đã chơi ở Hythe & District League, và sau chiến tranh, câu lạc bộ gia nhập Southampton Junior League. Sau khi vô địch Division One vào mùa giải 1945-46, đội chuyển tới giải West Division của Southampton League. Trong mùa giải đầu tiên của đội tại giải đấu, đội đã vô địch West Division và Southampton Senior Cup. Năm 1949 câu lạc bộ tham gia Three East của Hampshire League. Mặc dù vô địch mùa giải 1951-52, đội không được thăng hạng, và là Á quân của Division Three West mùa giải tiếp theo. Câu lạc bộ lại là á quân mùa giải 1954-55 và được xếp vào Division Three sau khi tái cấu trúc giải đấu vào cuối mùa giải.
Blackfield & Langley là Á quân của Division Three mùa giải 1955-56 và lần này được thăng hạng lên Division Two. Tuy nhiên, sau khi kết thúc ở vị trí thứ hai từ dưới lên của giải đấu trong mùa giải 1959-60, câu lạc bộ đã bị xuống hạng trở lại Division Three. Sự tái cấu trúc giải đấu vào năm 1968 đã khiến đội chuyển sang Division Three West, trước khi được tổ chức lại vào năm 1971 dẫn đến việc câu lạc bộ trở thành thành viên của Division Four. Kết thúc ở vị trí thứ ba mùa giải 1974-75 dẫn đến việc thăng hạng lên Division Three, nhưng đội đã phải xuống hạng trở lại Division Four sau khi xếp cuối bảng mùa giải 1978-79. Khi Division Four bị bãi bỏ vào năm 1980, câu lạc bộ được chuyển lên Division Three.
Mùa giải 1981-82 chứng kiến Blackfield & Langley kết thúc với vị trí á quân ở Division Three, giành quyền thăng hạng lên Division One. Sau khi bỏ lỡ cơ hội thăng hạng lên Division One với hiệu số bàn thắng bại mùa giải 1983-84, đội tiếp tục giành chức vô địch Division Two mùa giải 1984-85 và được thăng hạng lên hạng đấu cao nhất của giải. Đội là Á quân Division One mùa giải 1988-89 và một lần nữa mùa giải 1991-92 và 1993-94. Đội tiếp tục vô địch Division One và Southampton Senior Cup mùa giải 1997-98, nhưng không thể thăng hạng do sân bãi của đội không đáp ứng được yêu cầu của Wessex League. Tuy nhiên, sau khi công việc nâng cấp hoàn tất, vị trí thứ ba tại Premier Division đã được đổi tên mùa giải 1999-2000 là đủ để đảm bảo suất thăng hạng. Khi Wessex League có thêm các hạng đấu vào năm 2004, câu lạc bộ đã phải xuống hạng ở Division Two mới, với vị trí thứ hai từ dưới lên của giải đấu vào năm 2003-04. Division Two sau đó được đổi tên thành Division One vào năm 2006.
Blackfield & Langley là á quân của Division One năm 2008-09, được thăng hạng lên Premier Division. Trong mùa giải 2012-13, câu lạc bộ đã vô địch Premier Division, nhưng xin không thăng hạng lên Southern League do chi phí nâng cấp sân của họ. Đội đã vô địch Russell Cotes Cup của mùa giải 2014-15, đánh bại Horndean 2-0 trong trận chung kết. Câu lạc bộ vô địch Premier Division in 2017-18, giành quyền thăng hạng Division One South của Southern League. Mùa giải 2018-19 chứng kiến câu lạc bộ giành chức vô địch Division One South, thăng hạng Premier Division South.

## Sân vận động
Câu lạc bộ đã chuyển đến Gang Wainst Recreation Ground sau khi nó được xác định là một địa điểm thích hợp cho một sân có thể được nâng cấp lên tiêu chuẩn Wessex League. Nằm cạnh Nhà máy lọc dầu Fawley, sân hiện có sức chứa 2.500 người, trong đó 180 chỗ ngồi.

## Danh hiệu
- Southern League
  - Vô địch Division One South 2018-19
- Wessex League
  - Vô địch Premier Division 2012-13, 2017-18
- Hampshire League
  - Vô địch Premier Division 1997-98
  - Vô địch Division Two 1984-85
  - Vô địch Division Three West 1951-52
- Southampton League
  - Vô địch West Division 1946-47
- Southampton Junior League
  - Vô địch Division One 1945-46
- Southampton Senior Cup
  - Vô địch 1946-47, 1997-98[2]
- Russell Cotes Cup
  - Vô địch 2014-15

## Kỉ lục
- Thành tích tốt nhất tại Cúp FA: Vòng loại thứ tư, 2012-13[7]
- Thành tích tốt nhất tại FA Trophy: Vòng loại thứ hai, 2019-20[7]
- Thành tích tốt nhất tại FA Vase: Vòng Bốn, 2012-13, 2013-14[7]
- Kỉ lục số khán giả: 295 với Dartford Vòng loại thứ hai Cúp FA 2019/20 (05/10/2019)